# Holocentropus consanguineus
Holocentropus consanguineus is een fossiele soort schietmot uit de familie Polycentropodidae.